# Frédéric Cano

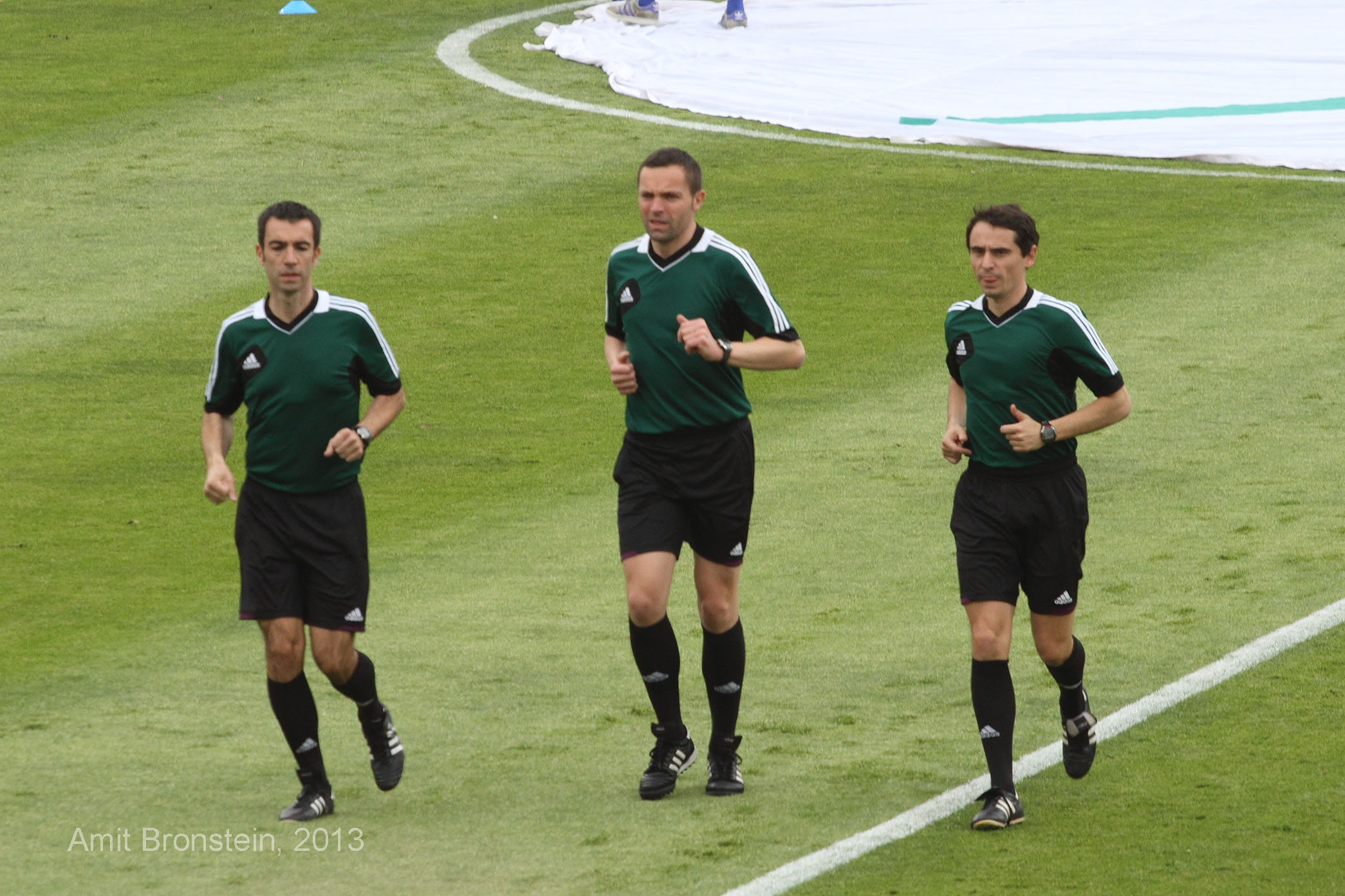
Frédéric Cano (rechts) mit Stéphane Lannoy (Mitte) 2013

Frédéric Cano (* 23. Juli 1973) ist ein ehemaliger französischer Fußballschiedsrichterassistent.
Cano war von Juli 2007 bis Mai 2018 Schiedsrichterassistent in der Ligue 1. Insgesamt kam er bei 282 Partien zum Einsatz. Zudem leitete er von 2008 bis 2017 insgesamt 21 Spiele in der Champions League und 28 Spiele in der Europa League.
Als Schiedsrichterassistent war Cano bei vielen internationalen Turnieren im Einsatz, darunter beim olympischen Fußballturnier 2008 in Peking, bei der Europameisterschaft 2012 in Polen und der Ukraine, bei der U-20-Weltmeisterschaft 2013 in der Türkei (jeweils als Assistent von Stéphane Lannoy), bei der U-21-Europameisterschaft 2015 in Tschechien, bei der Europameisterschaft 2016 in Frankreich und beim olympischen Fußballturnier 2016 in Rio de Janeiro (jeweils als Assistent von Clément Turpin).